# Vallgornera
Vallgornera és un petit veïnat del municipi de Peralada, prop de Vilanova de la Muga, al centre de l'Alt Empordà.
Consta de cinc cases habitades dedicades especialment a la pagesia, i una d'elles al turisme rural (Can Gori). Destaca també el castell de Vallgornera documentat l'any 1123 i ampliat durant el segle xviii caracteritzat per les seves dues torres quadrades i el pati central; actualment es coneix amb el nom de Can Modest.